# Carl Gubener
Carl Gubener (* 23. Oktober 1884 in Magdeburg; † 1971 in Genthin) war ein deutscher Schwimmer, der im frühen 20. Jahrhundert aktiv war. Er startete zunächst für Schwimmclub Delphin von 1898, dann I. Hannoverschen SC 92 und später Magdeburger Schwimmclub von 1896. 
Bei den deutschen Schwimmmeisterschaften 1907 in Hannover gewann er den Titel über 100 Meter beliebig (= Freistil). 